# Площа Перемог (Париж)
 Площа Перемог (фр. Place des Victoires) — невелика Паризька площа на північний схід від Пале-Рояль. Ініціатором її створення був маршал де Ла Фейяд, який після укладення Німвегенського миру викупив і зніс навколишні будинки, доручивши архітекторові Ардуен-Мансару закласти і забудувати площу з кінною статуєю короля Людовика XIV посередині. Цей монумент мав увічнити пам'ять про французькі перемоги під час Голландської війни. Нинішня статуя є вже третьою на цьому місці.